# ビルマ式社会主義
ビルマ式社会主義（ビルマしきしゃかいしゅぎ）とは、正確には「社会主義へのビルマの道」（ビルマ語: မြန်မာ့နည်းမြန်မာ့ဟန် ဆိုရှယ်လစ်စနစ်;   英語: Burmese Way to Socialism）と呼ばれ、1962年にミャンマーの実権が握ったビルマ連邦革命評議会が標榜した国家イデオロギーである。

## 背景
クーデターを起こして革命評議会が権力を握った直後の1968年3月4日、ネ・ウィンはチッフラインら陸軍心理作戦部のメンバーに、革命評議会の綱領の作成を命じた。その際、ネ・ウィンが強調したのは
1. 経済の国有化
2. 議会制民主主義の否定
3. 一党制の導入

だった。ネ・ウィンは、「農民、労働者、庶民のため、ひいては国家のために働くことが重要であり、共産主義は労働者を最優先するが、自分たちは国民の大多数を占める農民を最優先する」と主張した。3月21日、『ビルマ社会主義へのアプローチ』と題された最初の草稿が完成し、3月23日にネ・ウィンの私邸で披露された。そしてネ・ウィンの意見を採り入れて手直しされ、『革命評議会の政策宣言：ビルマ式社会主義への道を歩もう』と改題され、4月25日の革命評議会において全会一致で承認された。その後、ヤンゴン内の印刷所に回されたが、情報漏洩を防ぐために印刷工は帰宅を許されなかったのだという。そして4月29日・30日の最終会議で『ビルマ社会主義への道』と再び改題され、正式に承認された。
ちなみに「社会主義」とした理由については、「共産主義ではない」程度の意味しかなかったとのことである。
ただし、1947年5月の憲法草案審議予備会議で、アウンサンがミャンマーの経済政策について「林業、鉱業、電力、鉄道、航空、郵便、電信、電話、放送、外国貿易を国有化し、地主制度を廃止する。その他の生産手段は、できる限り共同組合所有とする」と述べ、1948年憲法では、第23条で「公共の利益のために私有財産を国有化できる」、第30条で「国家がすべての土地の最終所有者である」、第42条で「国家が私的利益を追求しない経済団体に物的支援を与える」など社会主義色が濃い規定があったことからもわかるとおり、革命評議会の社会主義路線は決して唐突なものではなく、『ビルマ社会主義への道』の第14節にも「ビルマの議会制民主主義は、社会主義の目標を見失い、ついには社会主義経済制度と相反する点に達した」とする一文があることからも明らかなように、前体制との継続性を示唆していた。

## 内容
『ビルマ社会主義への道』の冒頭では、「人間による人間に対する搾取の廃止」を謳い、次の基本理念では以下のような4つの原則が示されている。
1. 綱領を実施または具体化する場合、ビルマ国の自然的環境、状況、事物に即して認識評価し、発展可能な方法を探索実行する。
2. 自らを自己批判し、左右偏向にとらわれない方法を取る。
3. 国民の基本的利益を見失わないように、情勢に応じた柔軟な態度を取り、発展をもたらしめることだけに専念する。
4. 全人民の福祉のために、国家の別なく、取り入れるべき進歩的思想、理論、経験を批判的態度で評価しつつ、ビルマに適応した方法のみを取り入れる[6]。

桐生稔は、これを「教条主義的ではなく柔軟な思想であり、マルクス・レーニン主義にもとづいたものではなく、英植民地時代に育まれた反資本的な考え方に、ビルマの民族主義と上座部仏教というビルマの伝統的価値観が加わったもの」と評している。また大野徹は「紛れもなく社会主義の概念を反映したものだが、一方で、社会主義実現の過程では左右両極橋に偏らないように留意するとあり、左翼思想の信奉者は唯物史観に固執し人民大衆に対して専制的になる傾向が強いと批判して、マルクス・レーニン主義を排斥していることから、ソ連、中国、北朝鮮、カンボジア、ベトナム、ラオスなど他の国々の社会主義とも一線を画す」と評している。

## 実践

### 軍事独裁（1974年以降はBSPP一党独裁）
革命評議会は『ビルマ社会主義への道』を忠実に実行する政党として、1962年7月4日、ビルマ社会主義計画党（BSPP）を設立し、ネウィンが議長となった。1964年3月28日には国家統一法が施行され、BSPP以外の政党・政治団体の活動が禁止された。しかし、BSPPが本格始動するのは1971年6月の第1回党大会からで、それまでは革命評議会が国家の実権を握っていた。革命評議会のメンバーは、ネ・ウィンが隊長を務めていた第4ビルマ・ライフル部隊出身者が多く、「第4ビルマ・ライフル部隊政権」と呼ばれた。

### 経済の国有化
『ビルマ社会主義への道』にもとづき、1963年3月15日、新経済政策が発表され、（１）全経済活動の国有化（２）国家による米の独占的買い取り（３）一切の新規の民間投資の禁止の方針が示された。そして同年2月23日に銀行が国有化されたのを皮切りに、次々と企業が国有化されていき、街中の商店はすべて「人民商店」に鞍替えされた。しかも資産が国有化された際の補償は不十分か、一切なかった。特にインド系・中国系の企業が狙い撃ちにされ、それは「ビルマ人以外の者への輸入許可の停止」（1962年10月）、「ビルマ人以外の者への銀行融資禁止」（1963年3月）、「外国人医師の禁止」（1963年7月）という一連の措置にも現れていた。結果、多くのインド人・中国人の生計が成り立たなくなり、彼らは「自主的に」ミャンマーを去った。ただし政府が米の公定価格を低く設定したので、米の買い取りは上手くいかず、結局、農民に対する半強制的供出という形が慣行となった。しかし農民は、より利益の大きい闇市場に米を横流しするようになったので、米不足に陥って米の価格が上がり、輸出用の米も不足し政府の外貨準備金も不足するようになった。

### 非同盟中立外交
革命評議会は、反ファシスト人民自由連盟（AFPFL）政権下の非同盟中立外交政策を踏襲したが、ウー・ヌ時代に築かれた外交関係をほとんど断ちきり、1949年以来国軍総司令官としてネ・ウィンが築いた国際的軍事ネットワークのみを維持する孤立主義に陥っていった。このようなネ・ウィンの外交姿勢は、1966年のタイム誌の社説で「200%中立」と評された。国連とコロンボ・プラン以外の国際会議への参加も回避するようになり、地域活動にも消極的で、アジア太平洋協議会（ASPAC）にも東南アジア諸国連合（ASEAN）にも参加せず、「第3勢力」というカテゴリにも消極的で、非同盟運動も1979年に脱退した。1971年に「独立した外交政策」という新たな外交方針を公式に承認したが、実態はあまり変わらなかった。
またビルマの伝統的価値観にそぐわないとされた外国文化は排斥され、クリケット、ナイトクラブ、美人コンテスト、競馬、ギャンブルはすべて禁止され、フォード財団、アジア財団、フルブライト・プログラム、ブリティッシュ・カウンシルの活動を停止、スタインバーグを始めとする外国人研究者を国外へ退去させた。またすべての外国語学校が国有化または閉鎖され、ヤンゴン大学の英語講座は廃止され、外国の書籍・雑誌は厳しい検閲の対象となった。さらに政府高官と特別に招待された外国人を除いて、ミャンマーへ渡航ビザは24時間に制限された。

## 破綻
しかし、急激な社会構造の変化は経済の混乱をもたらした。（１）国家経済から中国人・インド人を追放し、官僚を追放した代わりに国軍将校がその任に就いたものの、経営・管理能力、企業家精神の欠如していたこと（２）外国投資・民間投資を禁止したことにより資本が不足したこと（３）CPBや少数民族武装勢力の反乱により経済活動が阻害されたことにより、かつてはASEAN随一の経済力を誇っていたミャンマー経済は停滞を余儀なくされた。
1962年から1974年までの平均年間経済成長率は2.8％、工業生産力の平均年間成長率は1.1％と低迷。かつてミャンマー最大の輸出品かつ外貨取得手段であった米の輸出は、戦前は年間300万トンだったのに対し、1964年は200万トン、1966年は62万トン、1967年は33万トンと下降の一途を辿り、70年代には農業改革により米の収穫量は増加したものの、輸出量は1985年は85万トン、1986年は73万トン、1987年は43万トンと相変わらず低迷したままだった。物不足と失業は慢性的となり、インフレも拡大した。1987年には国連から後発開発途上国（LLDC）に認定された。
そして1988年、国民の不満が爆発。全国で大規模なデモが発生、国軍がこれを武力で弾圧し、同年9月18日、国軍がクーデターを起こして国家秩序回復評議会（SLORC）が成立。『ビルマ社会主義への道』は放棄され、その26年の歴史に終止符を打った。

## 資料

### チッフラインが1962年3月21日に提出した『ビルマ社会主義へのアプローチ』の草稿の要点
1. 当初から私たちは、自由、民主主義、社会主義のために活動してきた。
2. 国家は、国内の大多数を占める貧困層に繁栄をもたらす社会主義経済システムを確立することを目指す。
3. しかし過去14年間、社会主義は成功していない。なぜなら、AFPFLと共産主義者がともに社会主義を誤って解釈したからだ。
4. 共産主義者は教条主義的で教科書に縛られていた。彼らは左翼過激派の理論を採用し、ビルマのシナリオに合っているかどうかに関係なく、ロシアと中国のモデルを模倣した。そのため、彼らは失敗した。
5. AFPFL も社会主義的アプローチに真剣に取り組まなかった。AFPFL 共産主義者はともに試行錯誤を繰り返してたが、失敗した(AFPFLは右翼逸脱者であり、共産主義者は左翼逸脱者だった。どちらも人々の支持を得られなかった)。
6. これらの理由から、私たちは AFPFLと共産主義者の過ちから教訓を学び、正しい道に向かうつもりだ。私たちは、社会主義の原則において右翼または左翼逸脱を避けるよう注意する。われわれの社会主義は『ビルマ式社会主義への道』であるべきだ。
7. 『ビルマ式社会主義への道』はビルマの自然環境、歴史と両立し、僧侶や一般人を含むビルマ国民の心理的、哲学的構成にも合致するべきである。それは彼らの考え方と一致し、彼らの批判的態度に耐えなければならない。
8. 『ビルマ式社会主義』は実践可能で、教科書の教義から自由でなければならない。それは実践的でなければならず、貧しい人々に繁栄をもたらすために効果的な方法のみが用いられるべきだ。
9. 『ビルマ式社会主義』の原則は日常生活の経験にもとづいていなければならない。
10. 『ビルマ式社会主義』は実践経験にもとづいて理論分析を導き出し、それにしたがってテストすべきだ。つまり、それは現実の生活における実践から理論を定式化することであり、それらのテストは生活への適用によってのみ行われるべきである。このようにしてのみ、私たちは自然な理論を実践することができる。
11. 私たちはビルマ人の生活条件に適合し、自由に実践できる社会主義の形を創り出さなければならない。
12. 当面は、革命評議会が実行可能であり、同時に大多数が受け入れ可能なプログラムのみを実践する必要がある。詳細な理論を組み立てるには時間が必要だ。
13. われわれの見解を述べるにあたり、議論の的になりかねないマルクス主義やレーニン主義などは避けるべきだ。その代わりに、マルクス主義のテキストや社会主義に関する論文から、ビルマ人にふさわしい抜粋を見つけ、それをビルマの思想、ビルマの考え、ビルマの言葉の観点から受け入れられる形にまとめるべきだ。
14. どのような状況であっても、農民、貧しい労働者、上流階級などの基本的権利を見失わない限り、間違いを犯したとしても、それを正すことができる。
15. つまり、われわれの実践的な成果が人々に繁栄と進歩をもたらすことができる限り、われわれは決して間違った方向に進むことはないと信じているのだ。この提案が受け入れられれば、われわれはこれらの考えにもとづいた理論的な論文を作成し、提出することを喜んで行う[19]。

### ネ・ウィンの意見
- 社会主義はすべての人々のためのものだ。貧しい人々や労働者だけでなく、誰もが参加しなければならない。教育を受けた者も動員しなければならない。
- 私たちはビジネスマンを受け入れる。それが共産主義との一番の違いだ。そのことを明確に書かなければならない。
- 階級問題：私たちは、タキン・ソーの「すべての富裕層をリセットする」システムは好まない。富裕層は既存のレベルを維持しつつ、貧しい人々を豊かにする。
- 民主主義：私たちは議会制民主主義を信用しない。選挙はビジネスマンの援助に依存し、選挙に勝てば、彼らの利益のために働かなければならない。また有権者の教育と知識が十分ではない。
- 攻撃的な言葉を避けよ。自分たちだけが良い仕事ができるという態度は取るべきではない。「帝国主義」「共産主義」「資本主義」という言葉を頻繁に使うのは止めたほうが良い。
- ビルマ語には「胎盤を金の器で洗った人」や「足の毛が焼けない人」[注釈 3]という言葉があるが、そのような言葉は消え失せるべきだ。肉体労働は卑しいという考えは消えなければならない。私は「水が深いところには蓮の花が高く咲く」という言葉を付け加えたい。

- 階級にあまり差があってはならないが、優秀な人と鈍い人の間にはわずかな差があるだろう。知性、努力、勤勉、労働に応じて差があるだろう。責任のある立場の人と普通の荷物運び人の間には、当然ながら特権に差があるだろう。
- 「貧しい階級」という言葉が使われているのが気に入らない。それは上流階級と下流階級が存在することを暗示している。私たちはそれらの階級が消え去ることを望んでいる。
- 国際関係：私たちは搾取しない国やイデオロギーなら受け入れる。公正な交換なら受け入れるが、不公平な関係にある国は拒否する。
- 商品生産は利益のためにするのではなく、消費財の生産能力を高めるためにやる。食料、衣服、住居は基本的なニーズだ。そこから徐々に生活水準を上げていき、文化を発展させる[20]。